# Гиндин, Александр Шефтельевич
Алекса́ндр Ше́фтельевич Ги́ндин (род. 17 апреля 1977, Москва) — российский пианист, музыкальный педагог. Заслуженный артист Российской Федерации (2006).

## Биография
Окончил Московскую консерваторию (2001). В 1990 году стал самым юным лауреатом Московского городского конкурса пианистов, в 1994 году получил IV премию на Международном конкурсе имени Чайковского. В 1999 г. был удостоен II премии Международного конкурса имени королевы Елизаветы. Окончил Московскую консерваторию у Михаила Воскресенского (2001). В 2007 году выиграл Кливлендский международный конкурс пианистов, на протяжении всего конкурса будучи его явным фаворитом.
С 2003 года преподаёт в Московской консерватории.
Наряду с разнообразными сольными проектами Александра Гиндина внимание слушателей и профессионалов привлекает его дуэт с пианистом Николаем Петровым, в рамках которого с 2001 года два мастера, принадлежащих к разным поколениям и фортепианным школам, создали 12 концертных программ: по мнению музыковеда Александра Церетели,

виртуозная техника и высокая культура звука, романтическая взволнованность и проникновенный лиризм интерпретаций, широта репертуара и умение передавать замысел композитора, избегая субъективизма, яркий артистизм и ансамблевое мастерство — вот главные отличительные черты замечательного дуэта.

Гиндин также часто выступает с Владимиром Спиваковым — и как со скрипачом, и как с дирижёром, — причём, как полагает музыкальный критик Татьяна Рыбакина,

сочетание имен Спивакова и Гиндина заставляет приготовиться к чему-то необычному. <…> Любой их концерт, который может быть лучше или хуже, — повод для серьёзного разговора о состоянии дел в серьёзной музыке. Причем разговора с чувством гордости за отечественное искусство.

Участвует в спектакле Театра имени Е. Б. Вахтангова «Бесы» (по Ф. М. Достоевскому) в постановке Ю. П. Любимова (исполняет музыку И. Ф. Стравинского и В. И. Мартынова).

## Концерт 19 декабря 2012 года
19 декабря 2012 года Андрей Гаврилов должен был выступить в Московском международном доме музыки, однако внезапно покинул его перед началом концерта, в котором должен был исполнять Третий фортепианный концерт С. В. Рахманинова. А. Гаврилов объяснил это в дальнейшем неприемлемым уровнем игры оркестра, с которым он только что провёл последнюю репетицию. Александр Гиндин, присутствовавший на репетиции по просьбе руководства оркестра, сыграл концерт вместо А. Гаврилова. Претензий к оркестру он не предъявлял.

## Награды
- Орден «За заслуги в культуре и искусстве» (27 февраля 2023 года) — за вклад в развитие отечественной культуры и искусства, многолетнюю плодотворную деятельность[6].
- Заслуженный артист Российской Федерации (10 августа 2006 года) — за заслуги в области искусства[7].